# Convento di San Francesco (Santa Fe)
Il convento di San Francesco (in spagnolo: Convento de San Francisco) è un complesso religioso della città argentina di Santa Fe. È stato dichiarato monumento nazionale dell'Argentina nel 1942.

## Storia
Un primo complesso molto spartano, realizzato con murature di fango e tetti di paglia, fu realizzato nel 1660, anno in cui la città di Santa Fe fu rifondata nella sua attuale posizione. Nel 1673 fu posta la prima pietra dell'attuale convento e, quindici anni dopo, fu ultimato. Sul finire del XIX secolo la facciata fu rifatta in stile italianeggiante mentre nel 1938 il complesso fu restaurato su progetto dell'architetto Guido. Un secondo intervento, volto a recuperare la fisionomia originale dell'edificio e occorso tra il 1949 ed il 1952, fu affidato al celebre architetto Mario Buschiazzo.

## Descrizione
La chiesa presenta una pianta a croce latina, possiede una sola navata e un porticato lungo il lato destro. Sulla parte sinistra della facciata, sormontata da un tetto a capanna in legno, si staglia la torre campanaria. L'interno presenta un interessante soffitto in legno paraguaiano assemblato ad incastro senza l'utilizzo di chiodi. Lungo il lato destro della chiesa sono custoditi un'immagine del Cristo di Alonso Cano, donata dalla regina Maria Anna d'Asburgo nel 1653, una di San Benedetto il Moro ed una terza dell'Immacolata Concezione, offerta dalla figlia di Juan de Garay nel 1640. L'altar maggiore invece fu importato dalla Spagna nel XVIII secolo, ed inizialmente destinato ai Gesuiti i quali tuttavia lo rifiutarono e per tanto l'artista lo donò ai Francescani. Sempre all'interno è custodita un'immagine di San Francesco stigmatizzato, importata nel 1794 dal Perù, nel quale Cristo è raffigurato in volo con ali di farfalla e dalle cui ferite si diramano raggi di luce che conferiscono al santo le stigmate.. 
All'interno della chiesa riposano i resti del brigadiere Estanislao López, mentre nella sacrestia è conservato il crocifisso davanti al quale giurarono i costituenti del 1853.